# Orientattus
Genre
Orientattus est un genre d'araignées aranéomorphes de la famille des Salticidae.

## Distribution
Les espèces de ce genre se rencontrent en Asie.

## Liste des espèces
Selon World Spider Catalog (version 26, 26/05/2025) :
- Orientattus aurantius (Kanesharatnam & Benjamin, 2018)
- Orientattus bicuspidatus (Peng & Li, 2003)
- Orientattus bowu Lin, Wang & Ruan, 2024
- Orientattus chushu K. Liu, 2025
- Orientattus hongkong (Song, Xie, Zhu & Wu, 1997)
- Orientattus minutus (Żabka, 1985)

## Systématique et taxinomie
Ce genre a été décrit par Caleb en 2020 dans les Salticidae.

## Publication originale
- Caleb, 2020 : « A new jumping spider genus from South and Southeast Asia (Araneae: Salticidae: Plexippini: Orientattus). » Peckhamia, vol. 200.1, p. 1-5 (texte intégral).